# 光盘早熟禾
光盘早熟禾（学名：Poa elanata）为禾本科早熟禾属下的一个种。